# (7538) Zenbei
(7538) Zenbei (1996 VE6) – planetoida z grupy pasa głównego asteroid okrążająca Słońce w ciągu 3,64 lat w średniej odległości 2,36 j.a. Odkryta 15 listopada 1996 roku.